# Estação Arrábida
Futura estação de metro, em Vila Nova de Gaia, servida pela Linha H operada pela Metro do Porto.